# Estola flavostictica
Estola flavostictica là một loài bọ cánh cứng trong họ Cerambycidae.